# نيكولاي فاسيليفيتش فاسيليف

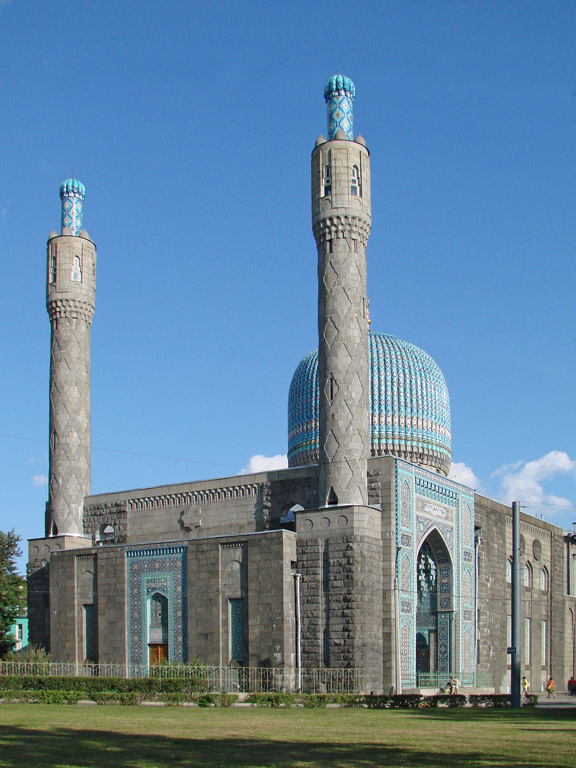
مسجد سانت بطرسبرغ، إحدى منجزات المعماري السوفيتي نيكولاس فاسيليف

نيكولاي فاسيليفيتش فاسيليف (بالروسية: Николай Васильевич Васильев)، من مواليد 26 نوفمبر 1875، وتوفي بتاريخ 16 أكتوبر 1958، هو مهندس معماري سوفيتي، اشتهر أعماله مثل المسرح الألماني في تالين، ومسجد سانت بطرسبرغ الروسية.